# Podocarpus gnidioides
Podocarpus gnidioides là một loài thực vật hạt trần trong họ Thông tre. Loài này được Carrière miêu tả khoa học đầu tiên năm 1867.